# 加藤栄一 (政治学者)
加藤 榮一（かとう えいいち、1932年9月7日 - 2005年1月7日）は、日本の政治学者、東京大学名誉教授。

## 経歴
東京府（現：東京都）生まれ。1957年、東大経済学部卒業。1962年、同大学院社会科学研究科博士課程単位取得退学。東大社会科学研究所助手、東北大学教養部講師、助教授、東大社会科学研究所助教授を経て、1978年教授。1993年定年退官し名誉教授。信州大学経済学部教授。帝京大学経済学部教授、法政大学現代福祉学部教授、2003年、定年退職。
2005年1月7日、好酸球増多症候群のため死去。

## 著書
- ワイマル体制の経済構造 東京大学出版会 1973 東大社会科学研究叢書
- 現代資本主義と福祉国家 ミネルヴァ書房 2006.10
- 福祉国家システム ミネルヴァ書房 2007.6

## 共編
- ドイツ財政統計1872-1913 ライヒとプロイセン 林健久共編 東京大学出版会 1983.1
- 現代のドイツ経済 統一への経済過程 戸原四郎共編 有斐閣 1992.3
- 福祉国家財政の国際比較 林健久共編 東京大学出版会 1992.9
- ドイツ経済 統一後の10年 戸原四郎・工藤章共編 有斐閣 2003.11
- 資本主義はどこに行くのか二十世紀資本主義の終焉 馬場宏二・三和良一共編 東京大学出版会 2004.3

## 翻訳
- ビヒモス ナチズムの構造と実際 フランツ・ノイマン、岡本友孝・小野英祐共訳 みすず書房 1963
- ヴァイマルからナチズムへ ドイツの経済と政治 1918-1945 ヴォルフラム・フィッシャー みすず書房 1982.12

## 参考
- 加藤栄一教授略歴・著作目録「社会科学研究」1993-3